# Samsung SGH-C100
Samsung SGH-C100 – telefon komórkowy wyprodukowany przez koreańską firmę Samsung. C100 to telefon w jednoczęściowej obudowie, o małym, czytelnym wyświetlaczu. Ze względu na brak aparatu posiada wydłużony czas pracy baterii.

## Dane

### Dane podstawowe
- GPRS
- WAP 2.0
- dzwonki polifoniczne
- IrDA
- CSD

### Wiadomości
- Długie Wiadomości
- EMS
- SMS
- Słownik SMS T9

### Oprogramowanie
- Java 2.0
- Kalendarz
- Lista zadań
- Notatnik
- Zegarek
- Budzik
- Stoper
- Minutnik

### Funkcje głosowe
- System głośnomówiący

### Dodatkowe informacje
- brak portu USB
- Obsługa do 500 profili